# 큰귀박쥐속
큰귀박쥐속 또는 자유꼬리박쥐속(Tadarida)은 큰귀박쥐과에 속하는 박쥐 속의 하나이다. 2개 아속에 9종 이상으로 이루어져 있으며, 7종은 구대륙(유럽 남부와 북아프리카, 남부 아시아의 넓은 지역 그리고 인도 오른쪽부터 일본 지역까지 포함)에 흩어져 분포한다. 4종은 마다가스카르섬을 포함한 아프리카에서만 발견되는 반면에 2종 이상이 파푸아뉴기니 중부와 오스트레일리아 남부 지역에서 각각 발견된다.

## 하위 종
| - 이집트자유꼬리박쥐 (T. aegyptiaca) - 흰줄무늬자유꼬리박쥐 (T. australis) - 멕시코자유꼬리박쥐 (T. brasiliensis) - 마다가스카르큰자유꼬리박쥐 (T. fulminans) - 큰귀박쥐 (T. insignis) | - 뉴기니자유꼬리박쥐 (T. kuboriensis) - 라투셰자유꼬리박쥐 (T. latouchei) - 케냐큰귀자유꼬리박쥐 (T. lobata) - 유럽자유꼬리박쥐 (T. teniotis) - 아프리카자이언트자유꼬리박쥐 (T. ventralis) |